# Az erőd (film, 1979)
Az erőd (angolul: The Fortress, olaszul: La fortezza) 1978-ban gyártott és 1979. március 15-én, az Urániában bemutatott színes magyar film, amelyet Hernádi Gyula azonos című kisregényéből, Szinetár Miklós rendezett.

## Történet
Egy fiktív államban egy magántársaság az izgalomra vágyó gazdag turisták számára izgalmas programot talált ki. A busás részvételi díjat befizetők két napon át ostromolhattak a külön erre a célra létrehozott erődöt, melyet jól kiképzett zsoldosok védtek. Az ostromlók és a védők egyaránt éles lőfegyvereket használhattak. Az egyik kegyetlen csatában többen meghaltak, végül a támadóknak sikerült bevenniük a várat. Ekkor azonban megjelent az ország államügyésze.

### A regény és a film közötti fontosabb eltérések
- Az első támadás során a filmben egy vendég (Rova) hal meg, egy pedig megsebesül. Az eredeti történetben még két áldozat van: Olivieri és Samuelson.[2] Ezután Sorensen a támadás sikertelensége miatt két társára lő rá. Az osztagvezető Katharson mind a regényben,[3] mind a filmben a helyszínen életét veszti, helyettese Steiner súlyos arcsérülést szenved (a regényben Tunnel a helyszínen életét veszti[3])
- Míg a film során a zsoldosok közül egy sem hal meg, a regényben Lundquist egyike annak a kettőnek, akit a partizánok ölnek meg.[4]

## Készítők[5]

### Szereplők
| Színész            | Szereplő a filmben          | Szereplő a könyvben | Megjegyzések |
| Tanai Bella        | Edit Nicharchos             | Edit Nicharchos     | direktrisz |
| Oszter Sándor      | Gregor őrnagy               | Efe Narviks őrnagy  | A zsoldosok vezetője Wagner halála után. Magas szőke fiatalemberként van leírva. Oszter Sándor a filmben 31 éves. |
| Madaras József     | Murketa                     | Murketos            | A zsoldosok egyike, de míg Murketost valóban kivégzik a vendégek: Soltersky, Haecker és Steibuch lövi agyon. A filmben Dobrovsky intézi a kivégzést egyetlen lövéssel, de később kiderül, hogy valójában nem lőtte le a zsoldost. |
| Rajhona Ádám       | Sorensen                    | Edvin Sorensen      | A vendégek egyike, és első vezérük. |
| Bács Ferenc        | Jan Dobrovsky               | Dobrovsky           | Keresztneve nem szerepel a forrásokban, de a filmben többször is megnevezik, illetve ezen a néven szólítják meg. Filmben bővítették a karakterét: itt kiderül, hogy valójában a zsoldosok egyike. |
| Benkő Gyula        | Idősebb Bondy               | Ervin Bondy         | A vendégek egyike, ifjabb Bondy apja. |
| Benkő Péter        | Ifjabb Bondy                | Edvin Bondy         | Idősebb Bondy fia. Mindkét műben Murketa (Murketos) lövi le, de míg a filmben egy lövést ad le rá, és halálát az okozza, hogy kitöri a nyakát, addig a regényben egy géppuskasorozat öli meg. |
| Tarján Györgyi     | Éva                         |                     | A regényben nincs ilyen nevű szereplő. Az eredeti műből leginkább Maria Meghallan karakterével azonosítható. |
| Németh Nóra        | Jane                        | Jane Hidkay         | |
| Hernádi Judit      | Klotild                     |                     | A regényben nincs ilyen nevű szereplő. Az eredeti műből leginkább Mrs. Perlinger karakterével azonosítható. |
| Haumann Péter      | Steko                       | Steko               | A vendégek egyike. |
| Harkányi Endre     | Steiner                     |                     | A vendégek egyike. A regényben nincs ilyen nevű szereplő. Az eredeti műből leginkább Tunnel karakterével azonosítható, azzal a különbséggel, hogy míg Steiner súlyos arcsérülést szenved, addig Tunnelt megöli Sorensen. A Harkányi Endrétől hallható utolsó dialógus a könyvben Mrs. Tabortól hangzik el. |
| Trokán Péter       | Az államügyész              | Az államügyész      | A forrásokban és a regényben úgy szerepel mint az államügyész, de a filmben Kort államügyészként mutatkozik be. |
| Kovács István      | Gróf Albert von Parravicini |                     | A zsoldosok egyike. A regényben nincs ilyen nevű szereplő. Az eredeti műből Hellmuth von Kreisbach karakterének felel meg, ahol harminckilenc éves. Ezzel szemben Kovács István a film bemutatásakor harmincnégy éves volt. Keresztneve nem szerepel a forrásokban, de a filmben két alkalommal is megnevezik. |
| Holl István        | Kolter                      |                     | A regényben szerepel egy Kolter nevű zsoldos, ám jelentéktelenebb a filmben látható, azonos nevű szereplőhöz képest. Az írott műben a Rother nevű szereplő felel meg a filmbeli Kolternek. |
| Lencz György       | Stag                        |                     | A regényben nincs ilyen nevű szereplő. Az eredeti műből Peter Kirios karakterével azonosítható azzal a számottevő különbséggel, hogy a filmben szereplő Stag a kormánynak dolgozik, és a bejutáshoz azt állítja, hogy Stag tanácsos unokaöccse, és ő az ajánlója (feltételezhető azonban, hogy a valódi neve nem Stag, és azt csak a nyomozáshoz vette fel). Ezzel szemben a könyvben a többiekhez hasonló vendég. A játékra Haecker hívta fel a figyelmét, és mivel nincs ajánlója maga a direktrisz vállalja magára ezt. |
| Bencze Ferenc      | Az őr                       | Az őr               | |
| Koncz Gábor        | Santos őrnagy               | Makros őrnagy       | |
| Bitskei Tibor      | Wagner                      | Johann Wagner       | Haláláig a zsoldosok vezetője. |
| Juhász Jácint      | Kolhaus                     | Franz Kolhaus       | A zsoldosok egyike. |
| Gáspár Sándor      | Lauro                       |                     | A regényben nincs ilyen nevű szereplő. Az eredeti műből Konstantin Lewin karakterével azonosítható, azzal a különbséggel, hogy a könyvbeli szereplőnek él az apja, míg a filmbelinek megölték. Míg itt negyvenhat éves, a feldolgozásban jóval fiatalabb. A szereplőt eljátszó Gáspár Sándor huszonkét éves volt 1979. március 15-én. |
| Bordán Irén        | Bunyin kisasszony           | Miss Bunyin         | |
| Sir Kati           | Mary                        |                     | A regényben nincs ilyen nevű szereplő. Nem egyezik Maria Meghallannal, leginkább Mrs. Taborral egyeztethető a karaktere. |
| Körtvélyessy Zsolt | Kaprovsky                   |                     | A filmben és a regényben szereplő Kaprovsky két teljesen eltérő karakter. Utóbbi műben a nem alkalmazott, elküldött zsoldost hívják így, akit a filmben nem neveznek meg. Filmben Kaprovsky néven megismert zsoldos regénybeli neve Lundquist. |
| Flórián Antal      | Haesker                     | Haecker             | A vendégek egyike |
| Helyei László      | A vendégek egyike           |                     | Egyik regénybeli szereplővel sem azonosítható biztosan. |
| Balogh Emese       | A vendégek egyike           |                     | Egyik regénybeli szereplővel sem azonosítható biztosan, de legközelebb Mrs. Litvakhoz áll. |
| Szűr Mari          | A vendégek egyike           |                     | Egyik regénybeli szereplővel sem azonosítható biztosan. |
| Reviczky Gábor     | Soltersky                   | Soltersky           | A vendégek egyike. |
| Szigeti András     | A vendégek egyike           |                     | Egyik regénybeli szereplővel sem azonosítható biztosan, de legközelebb Chartonhoz áll. |
| Frantisek Veleczky | Steinbuch                   | Steinbuch           | A vendégek egyike. |
| Benedek Miklós     | A pszichológus              | A pszichológus      | |
| Blaskó Péter       | A vizsgáztató               |                     | A regényben két vizsgáztató is szerepel. Kettejük közül doktor Doxiadis karakterének felel meg. |
| Gémes János        | Huysmann                    | Huysmann            | A vendégek egyike. |
| Hantos Balázs      | Van Delft                   | Van Delft           | A vendégek egyike. Míg a filmen húszmilliót öröklő, visszavonult operaénekes addig a regényben – előbb – azt állítja magáról, hogy kutatóintézetei vannak, később azt, hogy a holland Szárnyas Kereszt alakulatainál kiképző. |
| Kránitz Lajos      | Hordlings                   | Hordings            | A zsoldosok egyike. |
| Jenei István       | A vendégek egyike           |                     | |
| Máday György       | Servet                      | Servet              | A zsoldosok egyike. |
| Müller Péter       | Pekkinen                    | Pekkinen            | A vendégek egyike |
| Pákozdi János      | Rova                        | Rava                | A vendégek egyike |
| Piroch Gábor       | A zsoldosok egyike          |                     | |
| Piroch Rezső       | A zsoldosok egyike          |                     | |
| Rupnik Károly      | Hayan                       | Hayan               | A vendégek egyike. A regényben 43 éves, míg a filmben sokkal fiatalabb. Az őt alakító Rupnik Károly a film bemutatásának évében huszonöt éves volt. |
| Sós László         | Katharson                   | Viktor Katharson    | A vendégek egyike. |
| Turgonyi Pál       | A földgépkezelő             | A földgépkezelő     | |
| Varga Tamás        | A zsoldosok egyike.         |                     | |
| Zsolnay András     | Nicholson                   | Michelson           | A zsoldosok egyike. |
| Árok Ferenc        | Az elküldött zsoldos        | Kaprovsky           | A filmben nem nevezik meg, a regényben viszont őt hívják Kaprovskynak. |
| Papp Bertalan      | A vendégek egyike           |                     | |
| Horváth Antal      | A zsoldosok egyike          |                     | |

### Szerepazonosítás nélküli színészek
| Színész         |
| Almádi Kati     |
| Áron László     |
| Marczali László |
| Naji Éliás      |
| Safranek Anna   |

### Stáb
A 116 perces film a Budapest Stúdióban készült a Magyar Filmgyártó Vállalat valamint a Magyar Filmlaboratórium Vállalat produkciójában, Szinetár Miklós rendezésében (a rendező munkatársai: Almási Tamás és Nagy Katalin), Hernádi Gyula 1971-ben megjelent, azonos című kisregényéből. A forgatókönyv a regény szerzőjének és a film rendezőjének közös munkája, a dramaturgia Pethő Györgyé.
A film díszlettervezője Vayer Tamás, jelmeztervezője Kemenes Fanny, a hangmérnöke Réti János volt. A zenét Presser Gábor szerezte, de a filmben részletek hangzanak el Beethoven és Mozart műveiből is. A technikai személyzet további tagjai voltak Szécsényi Ferencné vágó, Gottmann Antal és Steiner László felvételvezetők, Bíró Miklós operatőr, Óvári Lajos gyártás-, Nemeskürty István stúdióvezető és Tóth Árpád kameramann.

#### Munkatársak
| - Balázs László - Csillag Ádám - György László - Homonnay Zoltánné - Holmos Józsefné - Inkey Alice - Járay Helga - Kardos József - Magyar Gyuláné | - Mesterics Ottó - Schöffer Ferenc - Süttő Mihály - Szalontay Árpádné - Szegedi Rozália - Villányi Tamás - Wind Pál - Widuschowsky Márton |

## Háttér-információk
A Van Delftet eljátszó Hantos Balázs a valóságban szintén operaénekes.
Gáspár Sándornak ez volt az első filmszerepe.

### További fontosabb szereplők a könyvből
A regényben több szereplő is feltűnik, akik a filmben nem szerepelnek, vagy szerepük összemosódik más szereplőével:
| Név             | Azonosítás                            | Megjegyzések |
| nem nevezik meg | rendőrtiszt                           | A filmben is szerepel, de nevét sehol sem említik. |
| Karlo Ferrori   | zsoldos                               | A regényben csak a történet elején szerepel. |
| Winskay         | zsoldos                               | Afroamerikai kinézete miatt nem alkalmazzák, a filmben nincs ilyen szereplő.                                                                                       |
| Shadow          | zsoldos                               | A partizánok által megöltek egyike, a filmből nem lehet azonosítani egyik zsoldossal sem, mivel ott a zsoldosok közül senki sem hal meg.                           |
| Dr. Doxiadis    | A vizsgáztatók egyike.                | A történet alapján a Blaskó Péter által alakított szereplő. |
| Dr. Kuvros      | A vizsgáztatók egyike.                | |
| Kadrosz         | A Milgram-kísérletben részt vevő fiú. | |
| nem nevezik meg | a ruhatervező                         | |
| Ruferios        | főtanácsos                            | Edit Nicharchos őrá hivatkozik amikor elszállíttatja Wagner és Kolhaus holttestét. A filmben nem jelenik meg, de azonos Stag főtanácsossal, akire ott hivatkoznak. |

## Díjak
- 1979 – Különdíj jelölés[41] (Moszkva Nemzetközi Filmfesztivál Béke Bizottság)[35]
- 1979 – Ezüst Aszteroid: Szinetár, Miklós (Trieszt Nemzetközi Filmfesztivál Szakmai zsűri)[35]
- 1982 – Legjobb film  jelölés (Fantasporto)[41]
- 1982 – Legjobb színésznő: Tanay Bella (Fantafestival)[41]

## Kritikák
- „Az erőd – kiemelt jó vonásait felmentve, meghatározó részét ideértve – egy nagy erejű háborúellenes szatíra filmi meg-nem-felelője.”[42]
- „Kétségtelen, hogy a film nemcsak fölcsigázza a néző érdeklődését, kivált a torokszorító izgalmakat kereső és kedvelő nézőét, hanem lebilincseli, jóformán mindvégig fokozza, szinte kellemes bódulatban tartva őt.”[43]
- „Szinetár filmjének... kétségkívül úttörő érdeme, hogy új színt visz filmgyártásunk tematikai és műfaji spektrumába...”[44]